# Rumunia na Letnich Igrzyskach Olimpijskich 2016
Rumunię na Letnich Igrzyskach Olimpijskich 2016 reprezentowało 97 zawodników: 34 mężczyzn i 63 kobiety. Był to dwudziesty drugi start reprezentacji Rumunii na letnich igrzyskach olimpijskich.

## Zdobyte medale
| Medal  | Zawodnik | Dyscyplina   | Konkurencja             | Rezultat                                                                                             | Data        |
| ------ | --- | ------------ | ----------------------- | --- | ----------- |
| Złoto  | Ana Maria Brânză Loredana Iordachioiu Simona Gherman Simona Pop                                                                        | Szermierka   | szpada drużynowo        | W finale pokonały reprezentację Chin 45:38                                                           | 11 sierpnia |
| Srebro | Horia Tecău Florin Mergea | Tenis ziemny | debel                   | W finale przegrali z reprezentantami Hiszpanii Marcem Lópezem i Rafaelem Nadalem 1:2 (2:6, 6:3, 4:6) | 12 sierpnia |
| Brąz   | Mădălina Bereș Andreea Boghian Adelina Cojocariu Roxana Cogianu Iuliana Popa Laura Oprea Mihaela Petrilă Ioana Craciun Daniela Druncea | Wioślarstwo  | ósemka                  | 6:04,10                                                                                              | 13 sierpnia |
| Brąz   | Albiert Saritow | Zapasy       | do 97 kg w stylu wolnym | W pojedynku o brązowy medal wygrał z reprezentantem Gruzji Elizbarem Odikadze 10:0                   | 21 sierpnia |

## Reprezentanci

### Boks
Mężczyźni
| Zawodnik     | Konkurencja      | 1/16             | 1/8              | Ćwierćfinał      | Półfinał         | Finał            | Finał   |
| Zawodnik     | Konkurencja      | Przeciwnik Wynik | Przeciwnik Wynik | Przeciwnik Wynik | Przeciwnik Wynik | Przeciwnik Wynik | Miejsce |
| ------------ | ---------------- | ---------------- | ---------------- | ---------------- | ---------------- | ---------------- | ------- |
| Mihai Nistor | waga superciężka | BYE              | Ishaish P 1-2    | NQ               | NQ               | NQ               | NQ      |

### Gimnastyka

#### Gimnastyka artystyczna
| Zawodniczka          | Konkurencja           | Eliminacje | Eliminacje | Finał | Finał   |
| Zawodniczka          | Konkurencja           | Wynik      | Pozycja    | Wynik | Pozycja |
| -------------------- | --------------------- | ---------- | ---------- | ----- | ------- |
| Ana Luiza Filiorianu | wielobój indywidualny | 67.458     | 22.        | NQ    | NQ      |

#### Gimnastyka sportowa
Mężczyźni
| Zawodnik          | Konkurencja           | Kwalifikacje | Kwalifikacje | Kwalifikacje | Kwalifikacje | Kwalifikacje | Kwalifikacje | Kwalifikacje | Kwalifikacje | Finał    | Finał    | Finał    | Finał    | Finał    | Finał    | Finał  | Finał   |
| Zawodnik          | Konkurencja           | Przyrząd     | Przyrząd     | Przyrząd     | Przyrząd     | Przyrząd     | Przyrząd     | Razem        | Miejsce      | Przyrząd | Przyrząd | Przyrząd | Przyrząd | Przyrząd | Przyrząd | Razem  | Miejsce |
| Zawodnik          | Konkurencja           | F            | PH           | R            | V            | PB           | HB           | Razem        | Miejsce      | F        | PH       | R        | V        | PB       | HB       | Razem  | Miejsce |
| ----------------- | --------------------- | ------------ | ------------ | ------------ | ------------ | ------------ | ------------ | ------------ | ------------ | -------- | -------- | -------- | -------- | -------- | -------- | ------ | ------- |
| Andrei Muntean    | wielobój indywidualny | 13.733       | 12.500       | 13.700       | 14.633       | 15.466 Q     | 13.833       | 83.865       | 36.          | NQ       | NQ       | NQ       | NQ       | NQ       | NQ       | NQ     | NQ      |
| Andrei Muntean    | poręcze               | —            | —            | —            | —            | 15.466       | —            | 15.466       | 9. Q         | —        | —        | —        | —        | 15.600   | —        | 15.600 | 6.      |
| Marian Drăgulescu | ćwiczenia wolne       | 12.800       | —            | —            | —            | —            | —            | 12.800       | 67.          | NQ       | NQ       | NQ       | NQ       | NQ       | NQ       | NQ     | NQ      |
| Marian Drăgulescu | skoki                 | —            | —            | —            | 15.283       | —            | —            | 15.283       | 5. Q         | —        | —        | —        | 15.449   | —        | —        | 15.449 | 4.      |
| Marian Drăgulescu | drążek                | —            | —            | —            | —            | —            | 12.166       | 12.166       | 70.          | NQ       | NQ       | NQ       | NQ       | NQ       | NQ       | NQ     | NQ      |

Kobiety
| Zawodniczka    | Konkurencja     | Kwalifikacje | Kwalifikacje | Kwalifikacje | Kwalifikacje | Kwalifikacje | Kwalifikacje | Finał    | Finał    | Finał    | Finał    | Finał  | Finał   |
| Zawodniczka    | Konkurencja     | Przyrząd     | Przyrząd     | Przyrząd     | Przyrząd     | Razem        | Miejsce      | Przyrząd | Przyrząd | Przyrząd | Przyrząd | Razem  | Miejsce |
| Zawodniczka    | Konkurencja     | V            | UB           | BB           | F            | Razem        | Miejsce      | V        | UB       | BB       | F        | Razem  | Miejsce |
| -------------- | --------------- | ------------ | ------------ | ------------ | ------------ | ------------ | ------------ | -------- | -------- | -------- | -------- | ------ | ------- |
| Cătălina Ponor | równoważnia     | —            | —            | 14.900       | —            | 14.900       | 5. Q         | —        | —        | 14.000   | —        | 14.000 | 7.      |
| Cătălina Ponor | ćwiczenia wolne | —            | —            | —            | 14.200       | 14.200       | 14.          | NQ       | NQ       | NQ       | NQ       | NQ     | NQ      |

### Judo
Mężczyźni
| Zawodnik     | Konkurencja | 1/16               | 1/8                   | Ćwierćfinał      | Półfinał         | Repasaż          | Finał/BM         | Finał/BM |
| Zawodnik     | Konkurencja | Przeciwnik Wynik   | Przeciwnik Wynik      | Przeciwnik Wynik | Przeciwnik Wynik | Przeciwnik Wynik | Przeciwnik Wynik | Pozycja  |
| ------------ | ----------- | ------------------ | --------------------- | ---------------- | ---------------- | ---------------- | ---------------- | -------- |
| Daniel Natea | + 100 kg    | Yea-on W 100 – 000 | Tangriyev P 000 – 110 | NQ               | NQ               | NQ               | NQ               | NQ       |

Kobiety
| Zawodniczka      | Konkurencja | 1/16                  | 1/8                 | Ćwierćfinał           | Półfinał            | Repasaż             | Finał/BM             | Finał/BM |
| Zawodniczka      | Konkurencja | Przeciwniczka Wynik   | Przeciwniczka Wynik | Przeciwniczka Wynik   | Przeciwniczka Wynik | Przeciwniczka Wynik | Przeciwniczka Wynik  | Pozycja  |
| ---------------- | ----------- | --------------------- | ------------------- | --------------------- | ------------------- | ------------------- | -------------------- | -------- |
| Monica Ungureanu | 48 kg       | van Snick P 000 – 100 | NQ                  | NQ                    | NQ                  | NQ                  | NQ                   | NQ       |
| Andreea Chițu    | 52 kg       | BYE                   | Gómez W 101 – 100   | Giuffrida P 000 – 001 | NQ                  | Miranda P 010 – 100 | NQ                   | 7.       |
| Corina Căprioriu | 57 kg       | BYE                   | Gjakova W 002 – 000 | Lien W 100 – 000      | Silva P 000 – 010   | BYE                 | Monteiro P 000 – 001 | 5.       |

### Kolarstwo

#### Kolarstwo szosowe
Mężczyźni
| Zawodnik        | Konkurencja                | Czas | Pozycja |
| --------------- | -------------------------- | ---- | ------- |
| Serghei Țvetcov | wyścig ze startu wspólnego | DNF  | DNF     |

### Lekkoatletyka
Mężczyźni
| Zawodnik                | Konkurencja   | Finał   | Finał   |
| Zawodnik                | Konkurencja   | Wynik   | Miejsce |
| ----------------------- | ------------- | ------- | ------- |
| Marius Ionescu          | maraton       | 2:17:27 | 37.     |
| Alexandru Nicolae Soare | maraton       | 2:31:53 | 127.    |
| Marius Cocioran         | chód na 50 km | DNF     | DNF     |
| Narcis Stefan Mihaila   | chód na 50 km | 4:02:46 | 30.     |

| Zawodnik     | Konkurencja    | Kwalifikacje | Kwalifikacje | Finał | Finał   |
| Zawodnik     | Konkurencja    | Wynik        | Miejsce      | Wynik | Miejsce |
| ------------ | -------------- | ------------ | ------------ | ----- | ------- |
| Marian Oprea | trójskok       | NM           | NM           | NQ    | NQ      |
| Andrei Gag   | pchnięcie kulą | 20,40        | 13.          | NQ    | NQ      |

Kobiety
| Zawodniczka         | Konkurencja           | Eliminacje | Eliminacje | Półfinał | Półfinał | Finał   | Finał   |
| Zawodniczka         | Konkurencja           | Wynik      | Miejsce    | Wynik    | Miejsce  | Wynik   | Miejsce |
| ------------------- | --------------------- | ---------- | ---------- | -------- | -------- | ------- | ------- |
| Bianca Răzor        | 400 m                 | 52,42      | 6.         | NQ       | NQ       | NQ      | NQ      |
| Claudia Bobocea     | 800 m                 | 2:03,75    | 6.         | NQ       | NQ       | NQ      | NQ      |
| Florina Pierdevară  | 800 m                 | 2:03,32    | 7.         | NQ       | NQ       | NQ      | NQ      |
| Ancuța Bobocel      | 3000 m z przeszkodami | 9:46,28    | 13.        | NQ       | NQ       | NQ      | NQ      |
| Daniela Cârlan      | maraton               | —          | —          | —        | —        | DNF     | DNF     |
| Paula Todoran       | maraton               | —          | —          | —        | —        | 2:48:54 | 101.    |
| Andreea Arsine      | chód 20 km            | —          | —          | —        | —        | 1:38:16 | 45.     |
| Ana Veronica Rodean | chód 20 km            | —          | —          | —        | —        | 1:38:46 | 50.     |
| Claudia Ștef        | chód 20 km            | —          | —          | —        | —        | 1:41:47 | 57.     |

| Zawodniczka             | Konkurencja | Kwalifikacje | Kwalifikacje | Finał | Finał   |
| Zawodniczka             | Konkurencja | Wynik        | Miejsce      | Wynik | Miejsce |
| ----------------------- | ----------- | ------------ | ------------ | ----- | ------- |
| Alina Rotaru            | skok w dal  | 6,40         | 18.          | NQ    | NQ      |
| Cristina Bujin          | trójskok    | 13,38        | 30.          | NQ    | NQ      |
| Elena Andreea Panțuroiu | trójskok    | 14,00        | 16.          | NQ    | NQ      |

### Piłka ręczna

#### Turniej kobiet
- Reprezentacja kobiet

Trener:  Tomas Ryde
| - Gabriella Szűcs - Melinda Geiger - Eliza Buceschi - Cristina Neagu - Aurelia Brădeanu - Gabriela Perianu - Ionica Munteanu |  | - Valentina Ardean-Elisei - Oana Manea - Camelia Hotea - Paula Ungureanu - Florina Chintoan - Patricia Vizitiu - Laura Chiper |

Grupa A
| Lp. | Drużyna    | M | Mecze | Mecze | Mecze | Bramki | Bramki | Bramki | Pkt |
| Lp. | Drużyna    | M | W     | R     | P     | +      | −      | +/−    | Pkt |
| --- | ---------- | - | ----- | ----- | ----- | ------ | ------ | ------ | --- |
| 1.  | Brazylia   | 5 | 4     | 0     | 1     | 138    | 117    | +21    | 8   |
| 2.  | Norwegia   | 5 | 4     | 0     | 1     | 141    | 121    | +20    | 8   |
| 3.  | Hiszpania  | 5 | 3     | 0     | 2     | 125    | 116    | +9     | 6   |
| 4.  | Angola     | 5 | 2     | 0     | 3     | 116    | 128    | −12    | 4   |
| 5.  | Rumunia    | 5 | 2     | 0     | 3     | 108    | 119    | −11    | 4   |
| 6.  | Czarnogóra | 5 | 0     | 0     | 5     | 107    | 134    | −27    | 0   |

Wyniki
| 6 sierpnia 201619:50 | Rumunia          | 19:23(9:11) | Angola          | Arena do Futuro, Rio de Janeiro Widzów: 4465 Sędzia: Koo Lee |
| 6 sierpnia 201619:50 | Cristina Neagu 8 | 19:23(9:11) | Isabel Guialo 5 | Arena do Futuro, Rio de Janeiro Widzów: 4465 Sędzia: Koo Lee |
| 6 sierpnia 201619:50 | 2× · 2×          | 19:23(9:11) | 5× · 3×         | Arena do Futuro, Rio de Janeiro Widzów: 4465 Sędzia: Koo Lee |

| 8 sierpnia 201616:40 | Brazylia         | 26:16(14:9) | Rumunia          | Arena do Futuro, Rio de Janeiro Sędzia: Bonaventura Bonaventura |
| 8 sierpnia 201616:40 | Ana Paula Belo 8 | 26:16(14:9) | Cristina Neagu 6 | Arena do Futuro, Rio de Janeiro Sędzia: Bonaventura Bonaventura |
| 8 sierpnia 201616:40 | 2× · 2× · 1×     | 26:16(14:9) | 4× · 2×          | Arena do Futuro, Rio de Janeiro Sędzia: Bonaventura Bonaventura |

| 10 sierpnia 201611:30 | Rumunia           | 25:21(11:9) | Czarnogóra           | Arena do Futuro, Rio de Janeiro Sędzia: Rashed El-Sayed |
| 10 sierpnia 201611:30 | Cristina Neagu 10 | 25:21(11:9) | Katarina Bulatović 9 | Arena do Futuro, Rio de Janeiro Sędzia: Rashed El-Sayed |
| 10 sierpnia 201611:30 | 4× · 3×           | 25:21(11:9) | 4× · 4×              | Arena do Futuro, Rio de Janeiro Sędzia: Rashed El-Sayed |

| 12 sierpnia 201614:40 | Rumunia          | 24:21(13:11) | Hiszpania          | Arena do Futuro, Rio de Janeiro Sędzia: Bonaventura Bonaventura |
| 12 sierpnia 201614:40 | Cristina Neagu 9 | 24:21(13:11) | trzy zawodniczki 4 | Arena do Futuro, Rio de Janeiro Sędzia: Bonaventura Bonaventura |
| 12 sierpnia 201614:40 | 2× · 2×          | 24:21(13:11) | 1× · 3×            | Arena do Futuro, Rio de Janeiro Sędzia: Bonaventura Bonaventura |

| 14 sierpnia 201616:40 | Norwegia               | 28:27(14:13) | Rumunia           | Arena do Futuro, Rio de Janeiro Sędzia: Alpaidze Berekzina |
| 14 sierpnia 201616:40 | Veronica Kristiansen 7 | 28:27(14:13) | Cristina Neagu 11 | Arena do Futuro, Rio de Janeiro Sędzia: Alpaidze Berekzina |
| 14 sierpnia 201616:40 | 6× · 3×                | 28:27(14:13) | 6× · 3×           | Arena do Futuro, Rio de Janeiro Sędzia: Alpaidze Berekzina |

### Pływanie
Mężczyźni
| Zawodnik                                                | Konkurencja        | Eliminacje | Eliminacje | Półfinał | Półfinał | Finał | Finał   |
| Zawodnik                                                | Konkurencja        | Czas       | Miejsce    | Czas     | Miejsce  | Czas  | Miejsce |
| ------------------------------------------------------- | ------------------ | ---------- | ---------- | -------- | -------- | ----- | ------- |
| Norbert Trandafir                                       | 50 m dowolnym      | 22,10      | 16. Q      | 21,99    | 14.      | NQ    | NQ      |
| Marius Radu                                             | 100 m dowolnym     | 49,57      | 38.        | NQ       | NQ       | NQ    | NQ      |
| Robert Glință                                           | 100 m grzbietowym  | 53,51      | 9. Q       | 53,34 NR | 4. Q     | 53,50 | 8.      |
| Robert Glință                                           | 200 m grzbietowym  | 1:57,91    | 18.        | NQ       | NQ       | NQ    | NQ      |
| Alin Coste Daniel Macovei Marius Radu Norbert Trandafir | 4 × 100 m dowolnym | 3:17,03    | 16.        | —        | —        | NQ    | NQ      |

Kobiety
| Zawodniczka      | Konkurencja    | Eliminacje | Eliminacje | Półfinał | Półfinał | Finał | Finał   |
| Zawodniczka      | Konkurencja    | Czas       | Miejsce    | Czas     | Miejsce  | Czas  | Miejsce |
| ---------------- | -------------- | ---------- | ---------- | -------- | -------- | ----- | ------- |
| Ana Iulia Dascăl | 100 m dowolnym | 58,72      | 36.        | NQ       | NQ       | NQ    | NQ      |

### Podnoszenie ciężarów
Mężczyźni
| Zawodnik          | Konkurencja | Rwanie | Rwanie  | Podrzut | Podrzut | Razem  | Pozycja |
| Zawodnik          | Konkurencja | Wynik  | Pozycja | Wynik   | Pozycja | Razem  | Pozycja |
| ----------------- | ----------- | ------ | ------- | ------- | ------- | ------ | ------- |
| Dumitru Captari   | −77 kg      | 145 kg | 14.     | –       | –       | 145 kg | DNF     |
| Gabriel Sîncrăian | −85 kg      | 173 kg | 5.      | 217 kg  | 1.      | 390 kg | DSQ     |

Kobiety
| Zawodniczka           | Konkurencja | Rwanie | Rwanie  | Podrzut | Podrzut | Razem  | Pozycja |
| Zawodniczka           | Konkurencja | Wynik  | Pozycja | Wynik   | Pozycja | Razem  | Pozycja |
| --------------------- | ----------- | ------ | ------- | ------- | ------- | ------ | ------- |
| Florina-Sorina Hulpan | −69 kg      | 100 kg | 12.     | –       | –       | 100 kg | DSQ     |
| Andreea Aanei         | +75 kg      | 120 kg | 6.      | 145 kg  | 10.     | 265 kg | 8.      |

### Strzelectwo
Mężczyźni
| Zawodnik               | Konkurencja               | Kwalifikacje | Kwalifikacje | Finał | Finał   |
| Zawodnik               | Konkurencja               | Wynik        | Pozycja      | Wynik | Pozycja |
| ---------------------- | ------------------------- | ------------ | ------------ | ----- | ------- |
| Alin George Moldoveanu | karabin pneumatyczny 10 m | 622,7        | 19.          | NQ    | NQ      |

### Szermierka
Mężczyźni
| Zawodnik           | Konkurencja          | 1/32             | 1/16             | 1/8                  | Ćwierćfinał      | Półfinał         | FinałBM          | FinałBM |
| Zawodnik           | Konkurencja          | Przeciwnik Wynik | Przeciwnik Wynik | Przeciwnik Wynik     | Przeciwnik Wynik | Przeciwnik Wynik | Przeciwnik Wynik | Pozycja |
| ------------------ | -------------------- | ---------------- | ---------------- | -------------------- | ---------------- | ---------------- | ---------------- | ------- |
| Tiberiu Dolniceanu | szabla indywidualnie | —                | Sun W W 15-7     | van Holsbeke W 15-13 | Szilágyi P 10-15 | NQ               | NQ               | NQ      |

Kobiety
| Zawodniczka                                                     | Konkurencja          | 1/32                | 1/16                | 1/8                 | Ćwierćfinał               | Półfinał            | FinałBM                          | FinałBM |
| Zawodniczka                                                     | Konkurencja          | Przeciwniczka Wynik | Przeciwniczka Wynik | Przeciwniczka Wynik | Przeciwniczka Wynik       | Przeciwniczka Wynik | Przeciwniczka Wynik              | Pozycja |
| --------------------------------------------------------------- | -------------------- | ------------------- | ------------------- | ------------------- | ------------------------- | ------------------- | -------------------------------- | ------- |
| Mălina Călugăreanu                                              | floret indywidualnie | Bulcão P 12-15      | NQ                  | NQ                  | NQ                        | NQ                  | NQ                               | NQ      |
| Ana Maria Brânză                                                | szpada indywidualnie | BYE                 | Mallo W15-8         | Choi I-j P 8-15     | NQ                        | NQ                  | NQ                               | NQ      |
| Simona Gherman                                                  | szpada indywidualnie | BYE                 | Rembi P 10-13       | NQ                  | NQ                        | NQ                  | NQ                               | NQ      |
| Simona Pop                                                      | szpada indywidualnie | Mackinnon P 10-15   | NQ                  | NQ                  | NQ                        | NQ                  | NQ                               | NQ      |
| Ana Maria Brânză Simona Gherman Loredana Iordachioiu Simona Pop | szpada drużynowo     | —                   | —                   | BYE                 | Stany Zjednoczone W 24-23 | Rosja W 45-31       | Chińska Republika Ludowa W 44-38 | złoto   |

### Tenis stołowy
Mężczyźni
| Zawodnik       | Konkurencja    | Eliminacje       | Runda 1                                      | Runda 2                                                    | Runda 3                                                      | 1/8 finału                            | Ćwierćfinał      | Półfinał         | Finał/BM         | Finał/BM |
| Zawodnik       | Konkurencja    | Przeciwnik Wynik | Przeciwnik Wynik                             | Przeciwnik Wynik                                           | Przeciwnik Wynik                                             | Przeciwnik Wynik                      | Przeciwnik Wynik | Przeciwnik Wynik | Przeciwnik Wynik | Pozycja  |
| -------------- | -------------- | ---------------- | -------------------------------------------- | ---------------------------------------------------------- | ------------------------------------------------------------ | ------------------------------------- | ---------------- | ---------------- | ---------------- | -------- |
| Adrian Crișan  | gra pojedyncza | BYE              | Kamal W 4-1 (11:8, 14:12, 9:11, 11:6, 11:8)  | Lebesson W 4-3 (11:4, 4:11, 11:8, 9:11, 7:11, 11:9, 11:10) | Lee S-u W 4-3 (9:11, 13:11, 5:11, 10:12, 12:10, 11:6, 13:11) | Zhang P 0-4 (8:11, 9:11, 12:14, 5:11) | NQ               | NQ               | NQ               | NQ       |
| Ovidiu Ionescu | gra pojedyncza | BYE              | Alamian W 4-1 (11:7, 11:6, 11:9, 9:11, 11:4) | Gardos W 4-1 (11:9. 5:11, 12:10, 16:14, 11:7)              | Freitas P 1-4 (9:11, 11:1, 5:11, 7:11, 9:11)                 | NQ                                    | NQ               | NQ               | NQ               | NQ       |

Kobiety
| Zawodniczka                                      | Konkurencja       | Eliminacje          | Runda 1                            | Runda 2                                  | Runda 3                                 | 1/8 finału                                       | Ćwierćfinał         | Półfinał            | Finał/BM            | Finał/BM |
| Zawodniczka                                      | Konkurencja       | Przeciwniczka Wynik | Przeciwniczka Wynik                | Przeciwniczka Wynik                      | Przeciwniczka Wynik                     | Przeciwniczka Wynik                              | Przeciwniczka Wynik | Przeciwniczka Wynik | Przeciwniczka Wynik | Pozycja  |
| ------------------------------------------------ | ----------------- | ------------------- | ---------------------------------- | ---------------------------------------- | --------------------------------------- | ------------------------------------------------ | ------------------- | ------------------- | ------------------- | -------- |
| Daniela Dodean                                   | gra pojedyncza    | BYE                 | Das W 4-0 (11:2, 11:7, 11:7, 11:3) | Li W 4-1 (12:10, 11:9, 11:9, 6:11, 11:8) | Fukuhara P 0-4 (5:11, 6:11, 4:11, 1:11) | NQ                                               | NQ                  | NQ                  | NQ                  | NQ       |
| Elizabeta Samara                                 | gra pojedyncza    | BYE                 | BYE                                | Lin W 4-0 (11:6, 11:9, 11:3, 12:10)      | Ding P 0-4 (5:11, 8:11, 5:11, 2:11)     | NQ                                               | NQ                  | NQ                  | NQ                  | NQ       |
| Daniela Dodean Elizabeta Samara Bernadette Szőcs | turniej drużynowy | —                   | —                                  | —                                        | —                                       | Korea Południowa P 2-3 (3:0, 0:3, 3:1, 1:3, 3:2) | NQ                  | NQ                  | NQ                  | NQ       |

### Tenis ziemny
Mężczyźni
| Zawodnik                  | Konkurencja | 1/16                      | 1/8                                 | Ćwierćfinał                 | Półfinał                     | Finał/BM                    | Finał/BM |
| Zawodnik                  | Konkurencja | Przeciwnik Wynik          | Przeciwnik Wynik                    | Przeciwnik Wynik            | Przeciwnik Wynik             | Przeciwnik Wynik            | Pozycja  |
| ------------------------- | ----------- | ------------------------- | ----------------------------------- | --------------------------- | ---------------------------- | --------------------------- | -------- |
| Florin Mergea Horia Tecău | debel       | Delbonis Durán W 6:3, 6:2 | González Reyes-Varela W 6:3, 7:6(9) | Melo Soares W 6:4, 5:7, 6:2 | Johnson Jack Sock W 6:3, 7:5 | López Nadal P 2:6, 6:3, 4:6 | srebro   |

Kobiety
| Zawodniczka                         | Konkurencja | 1/32                   | 1/16                              | 1/8                          | Ćwierćfinał         | Półfinał            | Finał\|BM           | Finał\|BM |
| Zawodniczka                         | Konkurencja | Przeciwniczka Wynik    | Przeciwniczka Wynik               | Przeciwniczka Wynik          | Przeciwniczka Wynik | Przeciwniczka Wynik | Przeciwniczka Wynik | Pozycja   |
| ----------------------------------- | ----------- | ---------------------- | --------------------------------- | ---------------------------- | ------------------- | ------------------- | ------------------- | --------- |
| Irina-Camelia Begu                  | singel      | Hibino P 4:6, 6:3, 3:6 | NQ                                | NQ                           | NQ                  | NQ                  | NQ                  | NQ        |
| Andreea Mitu                        | singel      | Muguruza P 2:6, 2:6    | NQ                                | NQ                           | NQ                  | NQ                  | NQ                  | NQ        |
| Monica Niculescu                    | singel      | Cepede Royg W 6:2, 6:3 | Kuzniecowa P WO                   | NQ                           | NQ                  | NQ                  | NQ                  | NQ        |
| Irina-Camelia Begu Monica Niculescu | debel       | —                      | Chan H-c Chan Y-j P 7:5, 4:6, 3:6 | NQ                           | NQ                  | NQ                  | NQ                  | NQ        |
| Andreea Mitu Raluca Olaru           | debel       | —                      | Babos Jani W 6:3, 6:4             | Makarowa Wiesnina P 1:6, 4:6 | NQ                  | NQ                  | NQ                  | NQ        |

Mikst
Mężczyźni
| Zawodnicy                      | Konkurencja | 1/8                                   | Ćwierćfinał                  | Półfinał          | Finał/BM          | Finał/BM |
| Zawodnicy                      | Konkurencja | Przeciwnicy Wynik                     | Przeciwnicy Wynik            | Przeciwnicy Wynik | Przeciwnicy Wynik | Pozycja  |
| ------------------------------ | ----------- | ------------------------------------- | ---------------------------- | ----------------- | ----------------- | -------- |
| Irina-Camelia Begu Horia Tecău | mikst       | Radwańska Kubot W 6:4, 6:7(1), [10-8] | Štěpánek Hradecká P 4:6, 5:7 | NQ                | NQ                | NQ       |

### Wioślarstwo
Mężczyźni
| Zawodnicy                                                                         | Konkurencja          | Eliminacje | Eliminacje | Repesaż | Repesaż | Półfinał | Półfinał | Finał   | Finał | Miejsce |
| Zawodnicy                                                                         | Konkurencja          | Czas       | M.         | Czas    | M.      | Czas     | M.       | Czas    | M.    | Miejsce |
| --------------------------------------------------------------------------------- | -------------------- | ---------- | ---------- | ------- | ------- | -------- | -------- | ------- | ----- | ------- |
| George Alexandru Palamariu Cristi-Ilie Pîrghie                                    | dwójka bez sternika  | 6:51,71    | 3. S A/B   | BYE     | BYE     | 6:48,17  | 6. FB    | 7:13,68 | 6.    | 12.     |
| Vlad-Dragos Aicoboae Marius Vasile Cozmiuc Constantin Adam Toader-Andrei Gontarau | czwórka bez sternika | 6:02,56    | 4. R       | 6:39,64 | 4.      | NQ       | NQ       | NQ      | NQ    | 13.     |

Kobiety
| Zawodniczki | Konkurencja                  | Eliminacje | Eliminacje | Repesaż | Repesaż  | Półfinał | Półfinał | Finał   | Finał | Miejsce |
| Zawodniczki | Konkurencja                  | Czas       | M.         | Czas    | M.       | Czas     | M.       | Czas    | M.    | Miejsce |
| --- | ---------------------------- | ---------- | ---------- | ------- | -------- | -------- | -------- | ------- | ----- | ------- |
| Mădălina Bereș Laura Oprea | dwójka bez sternika          | 7:18,16    | 5. R       | 7:55,25 | 1. S A/B | 7:29,20  | 5. FB    | 7:19,63 | 3.    | 9.      |
| Gianina-Elena Beleaga Ionela-Livia Lehaci                                                                                              | dwójka podwójna wagi lekkiej | 7:07,29    | 3. R       | 8:00,47 | 1. S A/B | 7:21,38  | 4. FB    | 7:24,61 | 2.    | 8.      |
| Mădălina Bereș Andreea Boghian Adelina Cojocariu Roxana Cogianu Iuliana Popa Laura Oprea Mihaela Petrilă Ioana Craciun Daniela Druncea | ósemka                       | 6:16,24    | 3. R       | 6:32,63 | 2. FA    | —        | —        | 6:04,10 | 3.    | brąz    |

### Zapasy
Mężczyźni
Styl klasyczny
| Zawodnik             | Konkurencja | Kwalifikacje     | 1/8                 | Ćwierćfinał      | Półfinał         | Repesaż 1        | Repesaż 2        | Finał/BM         | Finał/BM |
| Zawodnik             | Konkurencja | Przeciwnik Wynik | Przeciwnik Wynik    | Przeciwnik Wynik | Przeciwnik Wynik | Przeciwnik Wynik | Przeciwnik Wynik | Przeciwnik Wynik | Pozycja  |
| -------------------- | ----------- | ---------------- | ------------------- | ---------------- | ---------------- | ---------------- | ---------------- | ---------------- | -------- |
| Ion Panait           | −66 kg      | Albijew P 1-3    | NQ                  | NQ               | NQ               | NQ               | NQ               | NQ               | 12.      |
| Alin Alexuc-Ciurariu | −98 kg      | BYE              | Abd al-Wahhab W 3-1 | Aleksanian P 0-4 | NQ               | BYE              | Timoncini W 3-0  | İldem P 0-3      | 5.       |

Styl wolny
| Zawodnik        | Konkurencja | Kwalifikacje     | 1/8              | Ćwierćfinał      | Półfinał         | Repesaż 1        | Repesaż 2        | Finał/BM         | Finał/BM |
| Zawodnik        | Konkurencja | Przeciwnik Wynik | Przeciwnik Wynik | Przeciwnik Wynik | Przeciwnik Wynik | Przeciwnik Wynik | Przeciwnik Wynik | Przeciwnik Wynik | Pozycja  |
| --------------- | ----------- | ---------------- | ---------------- | ---------------- | ---------------- | ---------------- | ---------------- | ---------------- | -------- |
| Ivan Guidea     | −57 kg      | BYE              | Atlı W 3-1       | Dubow P 0-5      | NQ               | NQ               | NQ               | NQ               | 11.      |
| Albiert Saritow | −97 kg      | BYE              | Ceban W 3-1      | Snyder P 0-3     | NQ               | BYE              | Cortina W 3-1    | Odikadze W 4-0   | brąz     |

Kobiety
| Zawodniczka | Konkurencja | Kwalifikacje        | 1/8                 | Ćwierćfinał         | Półfinał            | Repesaż 1           | Repesaż 2           | Finał/BM            | Finał/BM |
| Zawodniczka | Konkurencja | Przeciwniczka Wynik | Przeciwniczka Wynik | Przeciwniczka Wynik | Przeciwniczka Wynik | Przeciwniczka Wynik | Przeciwniczka Wynik | Przeciwniczka Wynik | Pozycja  |
| ----------- | ----------- | ------------------- | ------------------- | ------------------- | ------------------- | ------------------- | ------------------- | ------------------- | -------- |
| Alina Vuc   | −48 kg      | BYE                 | Phogat P 0-4        | NQ                  | NQ                  | NQ                  | NQ                  | NQ                  | 18.      |